# ワンピストンズ
ワンピストンズは、日本のお笑いコンビ。

## メンバー
- せっちぃ（1993年7月3日（31歳）-）

福岡県久留米市出身。第一経済大学付属高等学校の芸能コースを卒業。
太田プロエンタテイメント学院４期生。
コンビ解散後はフリーとして舞台やバンド活動などマルチに活動している。
- 政鷹（まさたか）（1988年5月27日（36歳）-）

福岡県福岡市出身。第一経済大学付属高等学校の芸能コースに通っていた。
ワタナベコメディスクール８期生。松竹芸能タレントスクール１７期生。

## 経歴
- 2008年、ワタナベコメディスクールに8期生として入学。のちに2009年に松竹芸能タレントスクールに17期生として入学。(政鷹)
- 2012年、太田プロエンタテイメント学院に4期生として入学。(せっちぃ)